# 刁雙
刁双（?—541年），字子山，勃海郡饶安县（今河北省盐山县西南旧县）人，南北朝北魏至东魏的官员，刁雍族孙，刁整族弟，平原郡太守刁道履之子。
刁双年轻时喜好学问，广泛涉猎文章典籍与史书，其文雅的才学受到中山王元英的赞赏。后来，被任命为西河郡太守。正光元年（520年），中山王元熙在邺城起兵失败并身亡，元熙的弟弟元略前来寻求刁双的庇护，刁双将元略藏匿至次年。当元略希望逃往南朝梁时，刁双派自己的侄子刁昌护送他前往江南。正光六年（525年），灵太后重新掌权后，得知元略曾受刁双救助，便将刁双召回洛阳，任命他为光禄大夫。当时，元略的姐姐、刁宣的妻子饶安公主，不断向灵太后恳请让元略回国。为此，北魏与南梁进行了俘虏交换，将在徐州俘获的江革、祖暅（祖冲之之子）二人送还梁朝，换回元略返回北魏。此时，刁双前往边境迎接元略。魏孝明帝末年，刁双被任命为西兖州刺史。当时西兖州边境有张桃弓等人聚集亡命之徒发动叛乱，刁双向张桃弓晓以利害，劝其归顺，且不追究他的罪责。后来再有叛乱发生时，刁双命张桃弓前往追捕，将叛乱者一网打尽，西兖州边境的治安由此得以安定。魏孝庄帝初年，刁双代理济州刺史，因功绩被封为曲城乡男。魏孝武帝初年，他转任骠骑大将军、左光禄大夫。兴和三年（541年），刁双去世，被追赠车骑大将军、仪同三司、齐州刺史，谥号清穆。